# Middle Osborn Island
Middle Osborn Island (nome aborigeno Ngurraali) è l'isola maggiore del gruppo delle Osborn Islands; è situata nel golfo Admiralty, lungo la costa nord dell'Australia Occidentale, nelle acque dell'oceano Indiano. Appartiene alla Local government area della Contea di Wyndham-East Kimberley, nella regione di Kimberley. I proprietari tradizionali dell'area sono i popoli Uunguu del gruppo linguistico Wunambal.
Middle Osborn Island è formata da un cono vulcanico; ha una superficie di 22,52 km². Si trova nella parte orientale del golfo Admiralty, tra la terraferma e South West Osborn Island.
Sono entrambe endemiche dell'isola due specie di lumache terrestri: la Kimberleymelon tealei e la Carinotrachia admirale.

## Toponimo
Le isole Osborn sono state così chiamate da Phillip Parker King nel 1819 in onore di Sir John Osborn, uno dei Lord dell'Ammiragliato.